# 25. červen
25. červen je 176. den roku podle gregoriánského kalendáře (177. v přestupném roce). Do konce roku zbývá 189 dní. Svátek má Ivan.

## Události

### Česko
- 1315 – Jan Lucemburský dorazil do Brna po ukončení válečného tažení proti Matoušovi Čákovi Trenčanskému.
- 1608 – Podle Libeňské smlouvy postupuje Rudolf II. vládu nad Uhrami, Moravou a Rakouskem svému bratrovi Matyáši Habsburskému
- 1609 – České a slezské stavy uzavřely konfederaci.
- 1618 – Třicetiletá válka: účastníci moravského zemského sněmu odmítli spolupráci s českým povstáním.
- 1764 – Obnoven protireformační patent z 11. září 1749.
- 1796 – Ludwig van Beethoven poprvé veřejně vystoupil v Praze
- 1897 – Společnost Městská elektrická dráha Královských Vinohrad zahájila provoz elektrické tramvaje.
- 1951 – Komunističtí představitelé schválili převedení 77 tisíc úředníků do výroby.
- 1968 – Parlament schválil rehabilitační zákon.
- 2004 – Prodlouženo pražské metro o úsek IV.C do stanice Ládví
- 2007 – První církevní požehnání homosexuálnímu páru v České republice (stalo se tak v kostele U Jákobova žebříku v Praze 8 – Kobylisích).
- 2008 – silné supercelární bouře zničily Smrkový Týnec. Kroupy velké až 8 cm, nejvyšší náraz větru 68 m/s, extrémní srážkové úhrny.
- 2012 – Začala vysílat rocková televize TV Pohoda.
- 2013 – Jiří Rusnok byl jmenován prezidentem Milošem Zemanem předsedou úřednické vlády po pádu vlády Petra Nečase.

### Svět
- 0004 – Augustus adoptoval syna své manželky Livie Drusilly Tiberia Claudia Nera, který si poté změnil jméno na Tiberius Julius Caesar.
- 0524 – Mezi Franky a Burgundy se odehrála bitva u Vézeronce.
- 0841 – V Bitvě u Fontenoy-en-Puisaye se střetli o moc soupeřící synové franského císaře Ludvíka Pobožného.
- 1115 – Sv. Bernard založil klášter Clairvaux.
- 1530 – Předloženo Augsburské vyznání, jeden ze základních dogmatických spisů lutherské církve.
- 1678 – Elena Lucrezia Cornaro Piscopia získala jako první žena v historii doktorát na univerzitě.
- 1741 – Marie Terezie je v Prešpurku korunována uherskou královnou.
- 1788 – Schválením ústavy se Virginie stala 10. státem USA
- 1876 – Bojovníci indiánských kmenů Lakotů, severních Šajenů a Arapahů porazili americkou armádu v bitvě u Little Bighornu.
- 1905 – Ve francouzském Dourdanu se konal druhý ročník mezinárodního motocyklového závodu Coupé Internationale. Zvítězil český závodník Václav Vondřich na motocyklu Slavia, vyrobeném automobilkou Laurin & Klement.
- 1938 – Douglas Hyde se stal prvním prezidentem Irska.
- 1944 – Pokračovací válka: začala bitva v oblasti Tali-Ihantala.
- 1948 – Berlínská blokáda: Američané rozhodli o zřízení leteckého mostu k zásobování Západního Berlína.
- 1950 – Útokem severokorejské armády začala korejská válka.
- 1975 – Mosambik vyhlásil nezávislost na Portugalsku.
- 1991 – Chorvatsko a Slovinsko vyhlásily svou nezávislost na Jugoslávii.
- 1997 – Při neúspěšném pokusu o spojení narazila nákladní loď Progress M-34 do ruské vesmírné stanice Mir a vážně poškodila modul Spektr.
- 1998 – Vydány Microsoft Windows 98.
- 2022 – Ruská invaze na Ukrajinu: bitva o Severodoněcku skončila ruským vítězstvím a dobytím města.

## Narození

### Česko

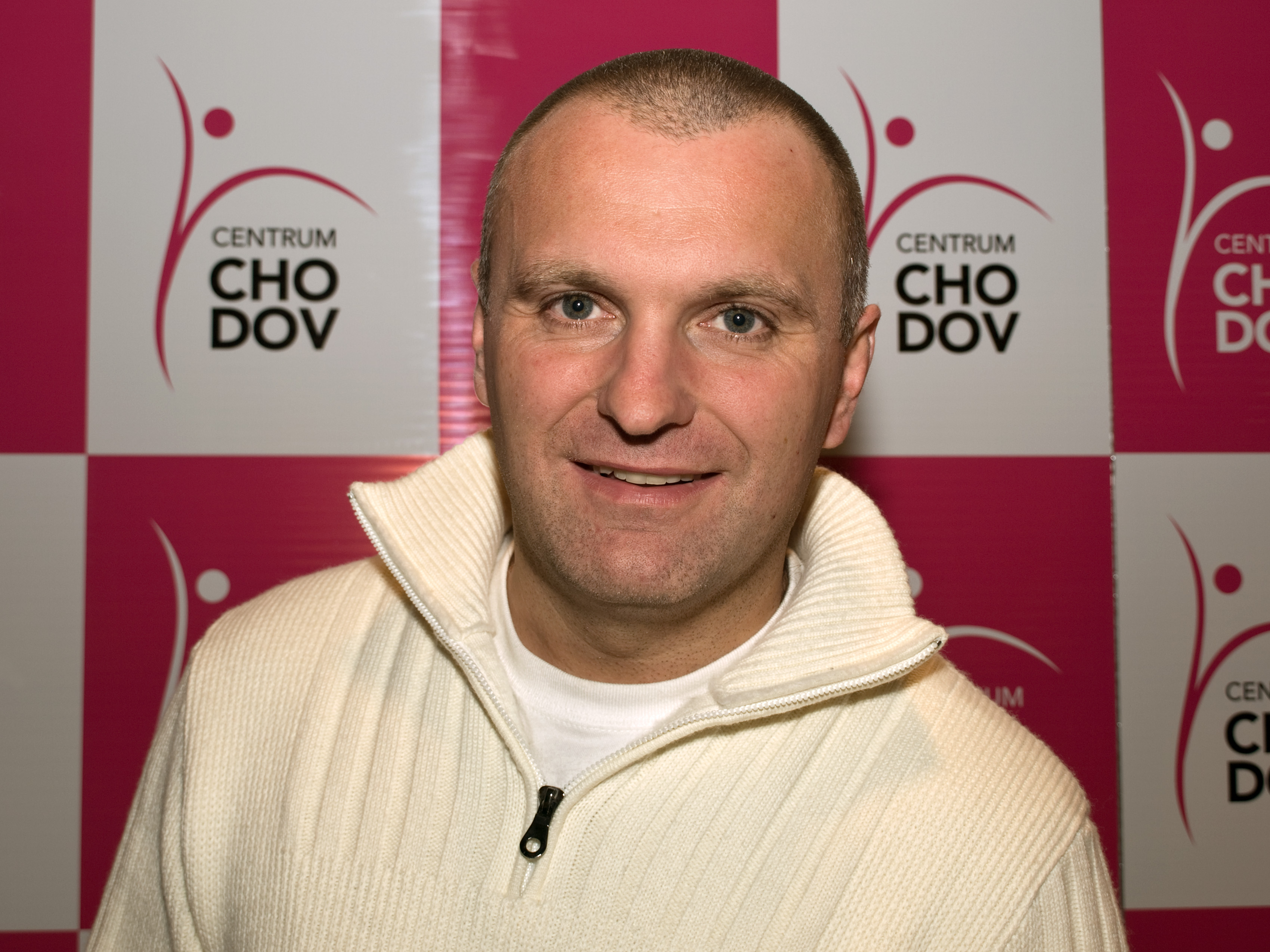
Robert Reichel (* 1971)

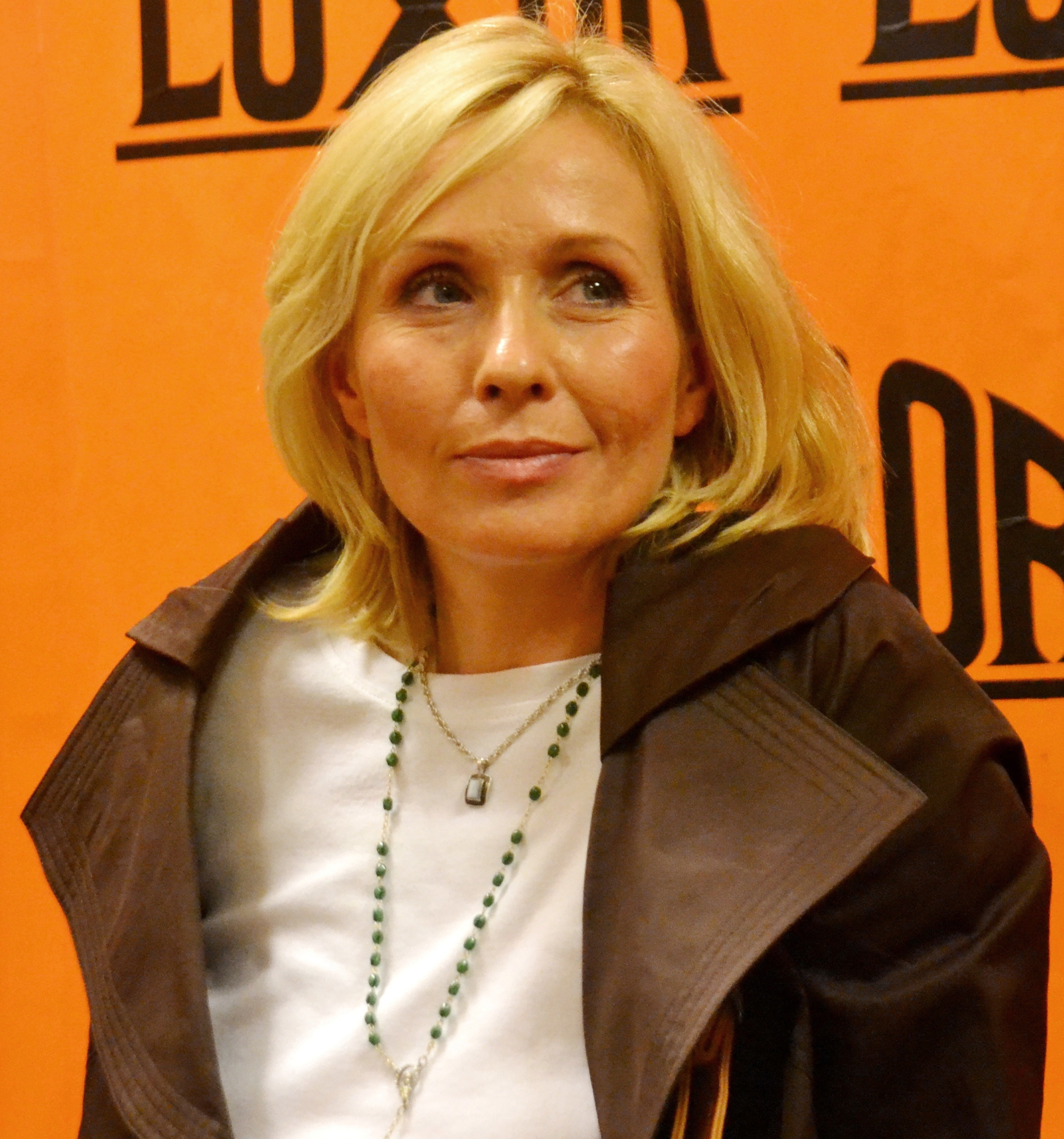
Tereza Pergnerová (* 1974)

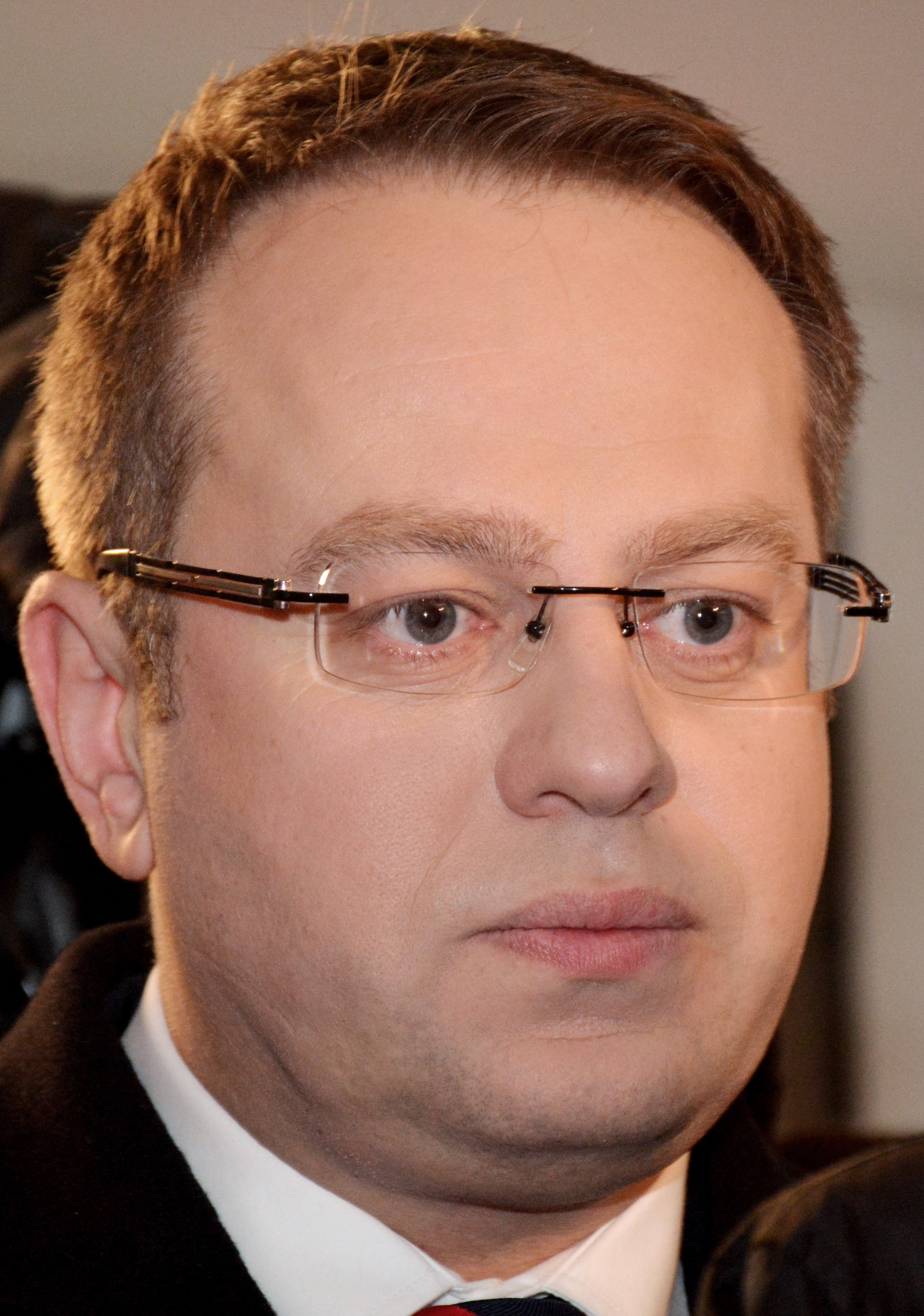
Václav Moravec (* 1974)

- 1819 – Ignaz Ginzkey, český továrník a podnikatel († 1876)
- 1825 – Alois Anderka, druhý starosta Moravské Ostravy († 7. dubna 1886)
- 1842 – Julius Roth, český filolog, autor jazykových učebnic († 29. listopadu 1904)
- 1844 – Karl Max Zedtwitz, český šlechtic a politik († 25. března 1908)
- 1846 – Vincenc Jarolímek, matematik († 14. prosince 1921)
- 1864 – Isidor Zahradník, kněz a politik, († 19. února 1926)
- 1875 – Bohumil Vavroušek, fotograf lidové architektury († 6. října 1939)
- 1880 – Josef Kalfus, politik, ministr protektorátní vlády († 12. června 1955)
- 1897 – Oldřich Menhart, typograf, umělecký kaligraf a knižní grafik († 11. února 1962)
- 1900 – Ladislav Žák, český malíř a architekt († 26. května 1973)
- 1906 – Václav Husa, historik († 6. února 1965)
- 1907 – František Khynl, česko-americký zlatník a klenotník († 25. března 2003)
- 1922 – Věra Janoušková, sochařka, kolážistka, malířka a grafička († 10. srpna 2010)
- 1924 – Ladislav Čepelák, grafik, kreslíř a ilustrátor († 9. října 2000)
- 1928 – Václav Kural, historik († 25. června 2011)
- 1931 – Zdeněk Kárník, historik († 30. září 2011)
- 1933 – Věra Hrochová, česká historička a byzantoložka († 9. října 1996)
- 1942 – Ivan Binar, spisovatel
- 1949
  - Vladek Lacina, český veslař, bronzová na OH 1976
  - Irena Pelikánová, soudkyně Soudního dvora Evropské unie
- 1952
  - Jarmila Křížová, spisovatelka humoristických vzpomínkových knih
  - Vladimír Mařík, vedoucí katedry kybernetiky ČVUT FEL
- 1954 – Ludvík Belcredi, český archeolog, příslušník rodu Belcredi
- 1955 – Ladislav Verecký, novinář, fejetonista, překladatel a spisovatel († 21. dubna 2010)
- 1957 – Ivana Houserová, česká sklářská výtvarnice († 5. června 2015)
- 1962 – Pavla Tomicová, herečka
- 1966 – Vladimír Hron, moderátor, herec a zpěvák
- 1971 – Robert Reichel, hokejový útočník, olympijský vítěz a trojnásobný mistr světa
- 1972 – David Křížek, český jachtař, celkem čtyřikrát přeplul Atlantský oceán, trenér SCM lodní třídy 29er
- 1973 – Milan Hnilička, hokejový brankář, olympijský vítěz a trojnásobný mistr světa
- 1974
  - Tereza Pergnerová, moderátorka, herečka a zpěvačka
  - Václav Moravec, redaktor a moderátor
  - Nikola Brejchová, oštěpařka
- 1998 – Zdeněk Piškula, český herec

### Svět

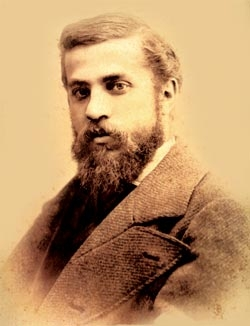
Antoni Gaudí (* 1852)

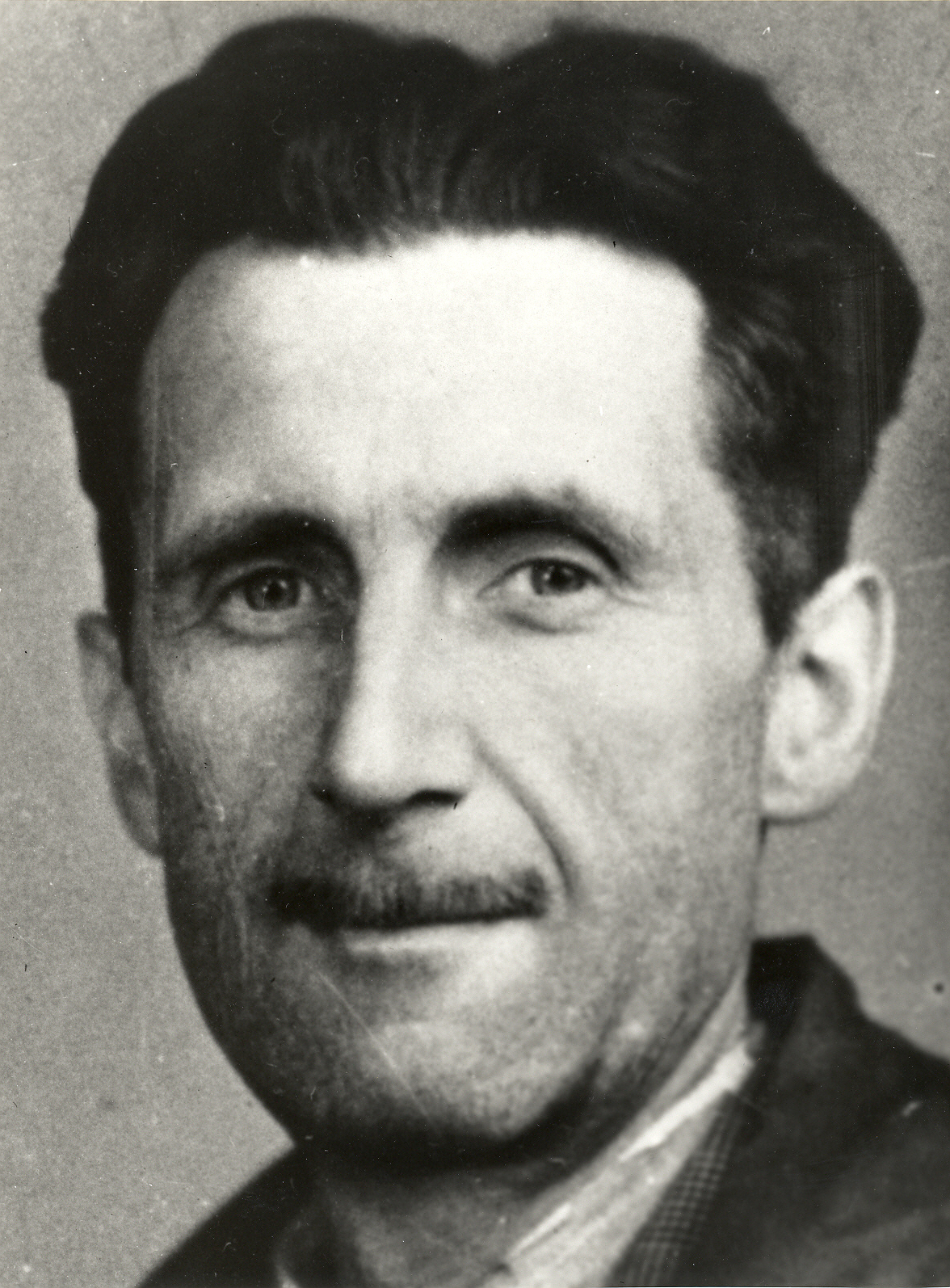
George Orwell (* 1903)

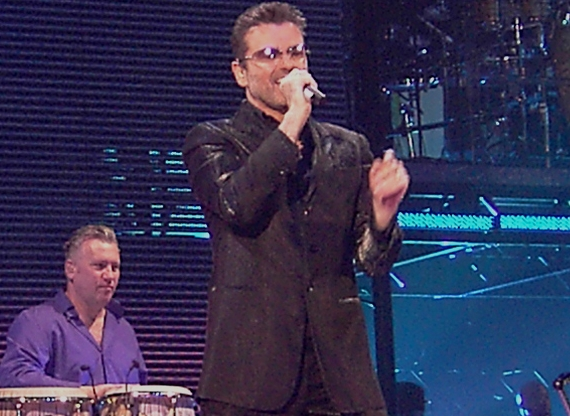
George Michael (* 1963)

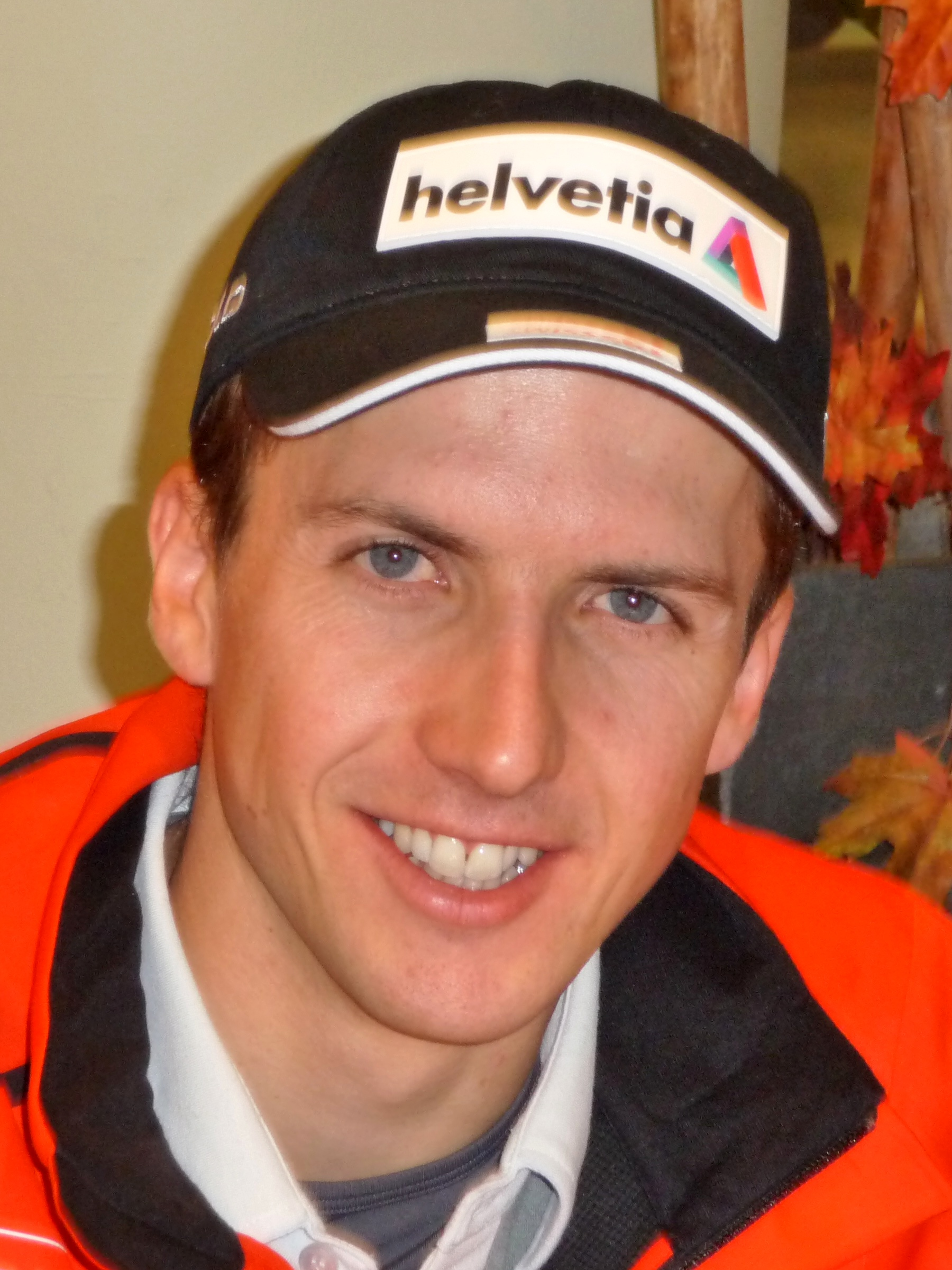
Simon Ammann (* 1981)

- 1242 – Beatrix Anglická, bretaňská vévodkyně z dynastie Plantagenetů († 24. března 1275)
- 1373 – Johana II. Neapolská, neapolská královna († 2. února 1435)
- 1507 – Jakobea z Badenu, bavorská vévodkyně († 16. listopadu 1580)
- 1560 – Wilhelm Fabry, významný německý chirurg († 15. února 1634)
- 1568 – Gunilla Bielke, švédská královna († 19. června 1597)
- 1665 – Zikmund František Tyrolský, rakousko-tyrolský velkovévoda (* 27. listopadu 1630)
- 1709 – Francesco Araja, italský hudební skladatel († 1770)
- 1817 – Franz Kuhn von Kuhnenfeld, ministr války Rakouska-Uherska († 25. května 1896)
- 1852 – Antonio Gaudí, španělský architekt († 1926)
- 1864 – Walther Hermann Nernst, německý fyzikální chemik, nositel Nobelovy ceny za chemii za rok 1920 († 18. listopad 1941)
- 1869 – Alfred Wilm, německý chemik a metalurg († 6. srpna 1937)
- 1877 – Haakon Shetelig, norský archeolog a historik († 22. července 1955)
- 1878 – Wilhelm Pinder, německý teoretik a historik umění († 13. května 1947)
- 1880
  - Louis Béchereau, francouzský letecký konstruktér († 1970)
  - Charles Huntziger, francouzský generál († 12. listopadu 1941)
- 1883 – Alexander Skutecký, slovenský architekt († 1944)
- 1884 – Daniel-Henry Kahnweiler, německý obchodník s obrazy, vydavatel a spisovatel († 11. ledna 1979)
- 1886 – Nicolae Petrescu, rumunský filosof, sociolog a sociální antropolog († 13. října 1954)
- 1890 – Walter Trier, německý ilustrátor († 8. července 1951)
- 1894 – Hermann Oberth, německý fyzik († 28. prosince 1989)
- 1900 – Louis Mountbatten, britský šlechtic, námořní velitel a politik († 27. srpna 1979)
- 1903 – George Orwell (Eric Arthur Blair), britský spisovatel († 1950)
- 1906 – Dave Trottier, kanadský hokejista, zlato na OH 1928 († 13. listopadu 1956)
- 1907 – J. Hans D. Jensen, německý jaderný fyzik, Nobelova cena za fyziku 1963 († 11. února 1973)
- 1910 – Heinrich Appelt, rakouský historik a diplomat († 16. září 1982)
- 1911 – William Howard Stein, americký biochemik, Nobelova cena za chemii 1972 († 2. února 1980)
- 1916 – Erich Zöllner, rakouský historik († 11. prosince 1996)
- 1918 – Ray Huang, americký historik († 8. ledna 2000)
- 1922 – Johnny Smith, americký jazzový kytarista († 12. června 2013)
- 1923 – Sam Francis, americký malíř († 4. listopadu 1994)
- 1924 – Sidney Lumet, americký herec a režisér († 9. dubna 2011)
- 1925 – Robert Venturi, americký architekt
- 1926
  - Ján Eugen Kočiš, slovenský řeckokatolický biskup († 4. prosince 2019)
  - Ingeborg Bachmann, rakouská spisovatelka († 17. října 1973)
- 1928
  - Alexej Alexejevič Abrikosov, ruský fyzik, Nobelova cena za fyziku 2003 († 29. března 2017)
  - Peyo, (Pierre Culliford) belgický kreslíř komiksů († 24. prosince 1992)
- 1929 – Francesco Marchisano, italský kardinál († 27. července 2014)
- 1931 – Višvanat Pratap Singh, premiér Indie († 27. listopadu 2008)
- 1932 – Peter Blake, britský výtvarník
- 1933 – Álvaro Siza Vieira, portugalský architekt.
- 1936 – Bacharuddin Jusuf Habibie, třetí prezident Indonésie († 11. září 2019)
- 1937
  - Keizó Obuči, předseda japonské vlády († 14. května 2000)
  - Eddie Floyd, americký zpěvák
  - Nawwáf al-Ahmad al-Džábir as-Sabáh, kuvajtský emír († 16. prosince 2023)
- 1938 – Alexandre Chorin, americký matematik
- 1941 – Denys Arcand, kanadský filmový režisér, scenárista a producent
- 1942 – Joe Chambers, americký bubeník, pianista, hráč na vibrafon a skladatel
- 1944 – Dean Falková, americká antropoložka a paleoneuroložka
- 1945 – Carly Simon, americká zpěvačka, skladatelka a spisovatelka
- 1946
  - Ian McDonald, britský hudebník, multiinstrumentalista (Foreigner)
  - Allen Lanier, americký kytarista a klávesista († 14. srpna 2013)
- 1949 – Brigitte Bierleinová, rakouská právnička a politička († 3. června 2024)
- 1950 – Taťjana Averinová, sovětská rychlobruslařka, olympijská vítězka († 22. srpna 2001)
- 1952
  - Al Parker, americký herec
  - Péter Erdő, maďarský kardinál
  - Martin Gerschwitz, německý klávesista a houslista, člen Iron Butterfly
  - Radka Toneff, norská zpěvačka, klavíristka a skladatelka († 21. října 1982)
- 1954
  - David Paich, americký hitmaker, klávesista a hudebník (Toto)
  - Daryush Shokof, íránský filmový režisér, scenárista, herec, producent a malíř
  - Błażej Śliwiński, polský historik
- 1956 – Boris Trajkovski, prezident Republiky Makedonie († 26. února 2004)
- 1958 – Jig'al Na'or, izraelský herec
- 1961 – Ricky Gervais, britský herec, komik, moderátor a spisovatel
- 1963 – George Michael, britský zpěvák († 25. prosince 2016)
- 1970 – Erki Nool, estonský desetibojař a politik
- 1972
  - Carlos Delgado, americký baseballista
  - Sajf al-Islám Kaddáfí, bývalý de facto premiér libyjské džamáhíríje
- 1975
  - Vladimir Kramnik, ruský šachista
  - Albert Costa, španělský tenista
  - Linda Cardellini, americká herečka
- 1976 – Maurren Maggiová, brazilská atletka, dálkařka
- 1981 – Simon Ammann, švýcarský reprezentant ve skoku na lyžích
- 1982 – Michail Južnyj, ruský tenista
- 1983 – Marc Janko, rakouský fotbalista
- 1986 – Aya Matsuura, japonská zpěvačka a herečka
- 1988 – 
  - Therese Johaugová, norská běžkyně na lyžích
  - Jhonas Enroth, švédský hokejový brankář
- 1996 – Pietro Fittipaldi, americko-brazilský automobilový závodník

## Úmrtí

### Česko
- 1150 – Jindřich Zdík, duchovní a diplomat, olomoucký biskup (* cca 1080)
- 1628 – Daniel Basilius z Deutschenberka, matematik a fyzik (* 1585)
- 1741 – Gottfried Daniel Wunschwitz, šlechtic a sběratel (* 24. března 1678)
- 1743 – Václav Matyáš Gurecký, hudební skladatel (* 4. srpna 1705)
- 1757 – Augustin Václav Möltzer, kněz, arciděkan v Horní Polici (* 22. října 1695)
- 1829 – Josef Bergler, bavorský malíř, ředitel Akademie výtvarných umění v Praze (* 1. května 1753)
- 1832 – František Josef Gerstner, technik (* 23. únor 1756)
- 1880 – Alois Larisch, zakladatel vlnařských továren v Krnově (* 11. listopadu 1810)
- 1888 – František Řivnáč, pražský knihkupec a nakladatel (* 1. září 1807)
- 1890 – Bedřich Tesař, architekt (* 1835)
- 1899 – František Schönborn, pražský arcibiskup a kardinál (* 24. ledna 1844)
- 1902 – Gustav Trautenberger, evangelický duchovní, církevní historik (* 30. července 1836)
- 1905 – Jaromír Hřímalý, violoncellista (* 23. září 1845)
- 1908 – Bohumil Bečka, astronom (* 26. května 1853)
- 1919 – Otakar Trnka, ministr veřejných prací Předlitavska (* 19. července 1871)
- 1923 – Hermenegild Škorpil, přírodovědec (* 8. února 1858)
- 1932 – František Bíbl, básník (* 13. listopadu 1880)
- 1933 – Kamil Hilbert, architekt (* 12. ledna 1869)
- 1934 – Alois Kalvoda, malíř (* 15. května 1875)
- 1936 – Anna Schieblová, sestra Tomáše Bati (* 19. května 1872)
- 1942 – Evžen Rošický, novinář a atlet (* 1914)
- 1944 – Alois Stompfe, předseda české advokátní komory (* 7. dubna 1868)
- 1950 – Jan W. Speerger, herec (* 29. dubna 1895)
- 1951 – Ján Janík, československý politik (* 25. května 1872)
- 1956 – Eduard Štorch, pedagog a spisovatel (* 10. dubna 1878)
- 1958 – Antonín Balatka, dirigent a skladatel (* 27. října 1895)
- 1968 – Vladimír Procházka, právník, ekonom, překladatel a politik (* 12. září 1895)
- 1970
  - Karel Marušák, československý politik a politický vězeň (* 20. ledna 1884)
  - Rudolf Brdička, akademik, žák Jaroslava Heyrovského, profesor fyzikální chemie na Karlově univerzitě (* 25. února 1906)
  - Franz Karmasin, československý nacistický politik (* 2. září 1901)
- 1972 – Jan Matulka, americký malíř (* 7. listopadu 1890)
- 1980 – Václav Fiala, malíř (* 15. července 1896)
- 1982
  - Marie Magda Rezková, odbojářka (* 21. srpna 1895)
  - Radovan Šimáček, spisovatel (* 16. listopadu 1908)
- 1988 – Anton Krásnohorský, československý fotbalový reprezentant (* 22. října 1925)
- 1992 – Alena Ladová, malířka (* 29. prosince 1925)
- 1993
  - Alois Sopr, sochař a medailer (* 18. března 1913)
  - Miroslav Klega, hudební skladatel a pedagog (* 6. března 1926)
- 1997 – Michael Čakrt, hudební skladatel (* 15. ledna 1924)
- 2000 – Václav Hübner, amatérský astronom a skautský pracovník (* 18. dubna 1922)
- 2001 – Miloslav Charouzd, československý hokejový reprezentant (* 15. srpna 1928)
- 2003 – Milan Švankmajer, historik (* 27. října 1928)
- 2005 – Jiří Kodet, herec (* 6. prosince 1937)
- 2007 – Adolf Filip, herec (* 8. ledna 1931)
- 2011 – Václav Kural, historik (* 25. června 1928)
- 2013 – Václav Valeš, místopředseda československé vlády (* 7. dubna 1922)
- 2015 – Kája Saudek, malíř a komiksový kreslíř (* 13. května 1935)
- 2017 – Eduard Zeman, ministr školství (* 11. dubna 1948)

### Svět

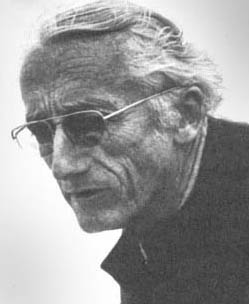
Jacques-Yves Cousteau († 1997)

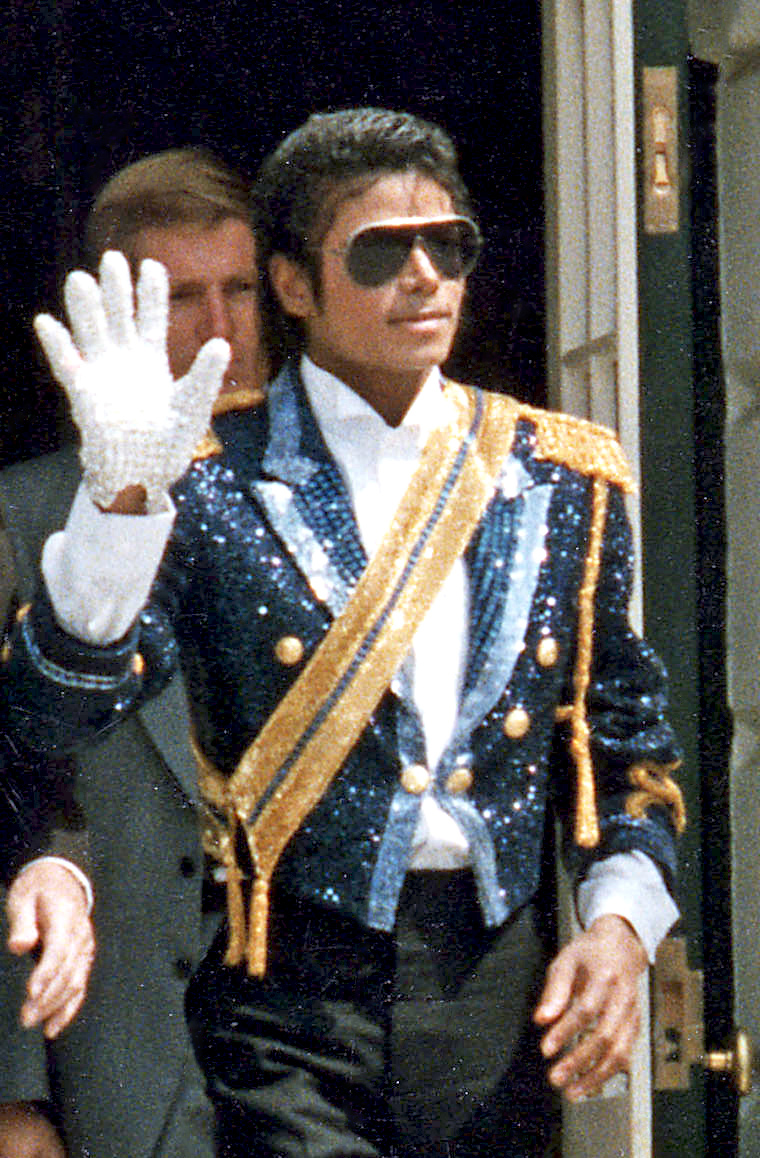
Michael Jackson († 2009)

- 1134 – Niels Dánský, dánský král (* cca 1065)
- 1218 – Simon IV. z Montfortu, francouzský šlechtic a křižák (* cca 1165)
- 1271 – Anna Hlohovská, bavorská vévodkyně a rýnská falckraběnka (* 1250/52)
- 1337 – Fridrich II. Sicilský, sicilský král (* cca 1272)
- 1533 – Marie Tudorovna, francouzská královna jako manželka Ludvíka XII. (* 1496)
- 1535 – Roland de Velville, nemanželský syn anglického krále Jindřicha VII. (* ? 1474)
- 1609 – Julio Caesar, prvorozený nemanželský syn císaře Rudolfa II. a hraběnky Kateřiny Stradové (* 1586)
- 1634 – John Marston, anglický básník a dramatik (křtěn 7. října 1576)
- 1665 – Zikmund František Tyrolský, rakousko-tyrolský velkovévoda, druhý syn Leopolda V. Habsburského a Klaudie Medicejské (* 1630)
- 1671 – Giovanni Battista Riccioli, italský astronom (* 17. dubna 1598)
- 1729 – Peregrine Osborne, 2. vévoda z Leedsu, britský admirál a šlechtic (* 1659)
- 1760 – Hürrem Kadınefendi, manželka osmanského sultána Ahmeda III. (* 6. prosince 1692)
- 1767 – Georg Philipp Telemann, německý hudební skladatel a varhaník (* 1681)
- 1804 – Georges Cadoudal, francouzský generál, náčelník šuanů v revoluční občanské válce (* 1771)
- 1822 – Ernst Theodor Wilhelm Hoffmann, německý spisovatel a hudební skladatel (* 1776)
- 1835 – Antoine-Jean Gros, francouzský malíř (* 16. března 1771)
- 1856 – Max Stirner, německý filozof (* 1806)
- 1858 – Karel II. Schwarzenberg, rakouský politik a voják (* 21. ledna 1802)
- 1861 – Abdulmecid, turecký sultán (* 25. dubna 1823)
- 1863 – Johann Karl Ehrenfried Kegel, německý agronom v ruských službách (* 1784)
- 1864 – Vilém I. Württemberský, württemberský král (* 27. září 1781)
- 1876
  - George Armstrong Custer, americký generál (* 1839)
  - Thomas Custer, důstojník armády USA , brat Georgea Armstronga Custera (* 1845)
- 1886 – Alexander von Nordmann, finský zoolog a botanik (* 24. května 1803)
- 1889 – Lucy Webb Hayesová, manželka 19. prezidenta USA Rutherforda B. Hayese (* 28. srpna 1831)
- 1892
  - Jan Czerski, polský geolog, geograf a objevitel Sibiře (* 15. května 1845)
  - Eduard Herbst, ministr spravedlnosti Předlitavska (* 1. prosince 1820)
- 1894 – Marie François Sadi Carnot, francouzský politik a prezident (* 1837)
- 1898 – Ferdinand Julius Cohn, německý biolog (* 1828)
- 1912 – Lawrence Alma-Tadema, nizozemský malíř (* 8. ledna 1836)
- 1916 – Thomas Eakins, americký výtvarný umělec (* 25. července 1844)
- 1923 – Asen Chalačev, bulharský politik (* 28. prosince 1889)
- 1938 – Nikolaj Sergejevič Trubeckoj, ruský jazykovědec a etnolog (* 15. dubna 1890)
- 1951 – Robert William Seton-Watson, britský historik (* 20. srpna 1879)
- 1953 – Fritz Kirchhoff, německý režisér a filmový producent (* 10. prosince 1901)
- 1958
  - George Orton, kanadský olympijský vítěz na 3000 metrů překážek (* 10. ledna 1873)
  - Alfred Noyes, anglický básník (* 16. září 1880)
- 1960
  - Otto Ender, kancléř Rakouska (* 24. prosince 1875)
  - Walter Baade, německo-americký astronom (* 1893)
- 1964
  - Gerrit Rietveld, nizozemský architekt a designér (* 1888)
  - Augusta Marie Luisa Bavorská, bavorská princezna a rakouská arcivévodkyně (* 28. dubna 1875)
- 1971 – John Boyd Orr, skotský lékař, biolog a politik, nositel Nobelovy ceny za mír (* 23. září 1880)
- 1974 – Avraham Daus, izraelský dirigent a hudební skladatel (* 6. června 1902)
- 1975 – Eugen Fink, německý filosof (* 11. prosince 1905)
- 1976 – Johnny Mercer, americký skladatel (* 1909)
- 1977 – Olave Baden-Powell, spoluzakladatelka Světového sdružení skautek (* 22. února 1889)
- 1979 – Philippe Halsman, americký portrétní fotograf (* 2. května 1906)
- 1982 – Edward Hamm, americký olympijský vítěz ve skoku do dálky 1928 (* 13. dubna 1906)
- 1983 – Alberto Ginastera, argentinský hudební skladatel (* 11. dubna 1916)
- 1984 – Michel Foucault, francouzský filozof, psycholog a historik (* 1926)
- 1988 – Hillel Slovak, kytarista skupiny Red Hot Chili Peppers (* 1962)
- 1992
  - Kurt Lütgen, německý spisovatel (* 25. listopadu 1911)
  - James Stirling, britský architekt (* 1926)
- 1995
  - Warren E. Burger, americký politik a předseda Nejvyššího soudu USA (* 17. září 1907)
  - Ernest Thomas Sinton Walton, irský fyzik, nositel Nobelovy ceny (* 1903)
- 1997 – Jacques-Yves Cousteau, francouzský podmořský badatel (* 1910)
- 2006 – Irving Kaplansky, kanadský matematik (* 22. března 1917)
- 2009
  - Farrah Fawcett, americká herečka (* 2. února 1947)
  - Michael Jackson, americký zpěvák a skladatel (* 29. srpna 1958)
- 2011 – Aalaeddin Melmasi, íránský fotograf, překladatel a básník (* 9. ledna 1952)
- 2012 – Jicchak Galanti, izraelský politik (* 12. února 1937)
- 2014 – Ana María Matute, španělská spisovatelka (* 26. července 1925)

## Svátky

### Česko
- Ivan
- Prosper
- Tadeáš
- Zdík, Zdislav, Zdeslav
- Šalomoun, Šalamoun
- Den roztroušené sklerózy v ČR
- Den odchodu okupačních vojsk (podepsáno prezidentem republiky dne 14. dubna 2022)

### Svět
- Den námořníků (IMO)
- Slovensko: Tadeáš a  Olívia
- Slovinsko: Den státnosti
- Chorvatsko: Den státnosti
- Mosambik: Den nezávislosti
- Gibraltar: Spring Bank Holiday

Svatí a blahoslavení
- Sv. Ivan Český – Poustevník
- Sv. Adalbert z Egmondu – Jáhen a opat
- Sv. Domingo Henares de Zafra Cubero – Biskup a mučedník
- Sv. Phanxicô Ðỗ Văn Chiểu – Laik a katecheta
- Sv. Eurosie z Jaci – Panna a mučednice
- Sv. Febronia z Nisibis – Panna a mučednice
- Sv. Vilém z Vercelli – Opat
- Sv. Maxim z Turína – Biskup
- Sv. Prosper z Aquitanie – Mnich a teolog
- Sv. Prosper z Reggio nell'Emilia – Biskup
- Sv. Šalomoun z Bretaně – Král
- Sv. Tigris z Maurienne – Panna a poustevnice
- Bl. Dorota z Montau – Vdova a mystička
- Bl. Jan Španělský – Mnich a převor Kartuziánů
- Bl. Marie Lhuilier – Řeholnice a mučednice

## Pranostiky

### Česko
- Svatý Ivan bývá plačtivý pán.

| 25. červen v pražském KlementinuÚdaje jsou platné k 29. 4. 2025. | 25. červen v pražském KlementinuÚdaje jsou platné k 29. 4. 2025. | 25. červen v pražském KlementinuÚdaje jsou platné k 29. 4. 2025. |
| minimum                                                          | denní průměr                                                     | maximum                                                          |
| ---------------------------------------------------------------- | ---------------------------------------------------------------- | ---------------------------------------------------------------- |
| 7,7 °C (1813)                                                    | 19,5 °C (od 1961)                                                | 34,4 °C (1967)                                                   |